# Église catholique en Irlande
Ne doit pas être confondu avec Église d'Irlande.
L'Église catholique en Irlande (en irlandais : « Eaglais Chaitliceach in Éirinn »), désigne l'organisme institutionnel et sa communauté locale ayant pour religion le catholicisme en Irlande et en Irlande du Nord, ce dernier appartenant au Royaume-Uni.    
L'Église en Irlande et en Irlande du Nord est organisée en quatre provinces ecclésiastiques établies lors du synode de Ráth Breasail en 1111 et modifiées lors du synode de Kells en 1152. Depuis lors, le pays est divisé en quatre provinces ecclésiastiques, dirigées par un archevêque.
Sur les quatre provinces, trois sont totalement en Irlande, et une est à la fois en Irlande du Nord et en Irlande. L'étendue des diocèses ne tient pas compte des frontières entre la République d'Irlande et l'Irlande du Nord : l'île d'Irlande est considérée dans son intégralité. Seuls les diocèses de Down et Connor et de Dromore sont entièrement situés en Irlande du Nord, tandis que l'archidiocèse d'Armagh et les diocèses de Clogher, Derry et Kilmore s'étendent sur les deux États. Ces quatre provinces répartissent 26 diocèses (4 archidiocèses métropolitains et 22 diocèses) qui rassemblent 1 365 paroisses (en 2017).
En étroite communion avec le Saint-Siège, les évêques des diocèses en Irlande et en Irlande du Nord sont membres d'une instance de concertations, la Conférence des évêques irlandais.
Depuis 1871, l'Irlande n'a plus de religion d'État et la constitution de 1937 autorise l'Église catholique : l'alinéa 1° du chapitre 2 de l'article 44 stipule « La liberté de pratiquer sa religion, sous réserve de l'ordre public et de la morale publique, sont garanties » et l'alinéa 2° précise : « L'État s'engage à ne doter aucune religion ».
L'Église catholique est la communauté religieuse majoritaire en Irlande, et même en Irlande du Nord depuis 2021 sur la communauté protestante.

## Organisation

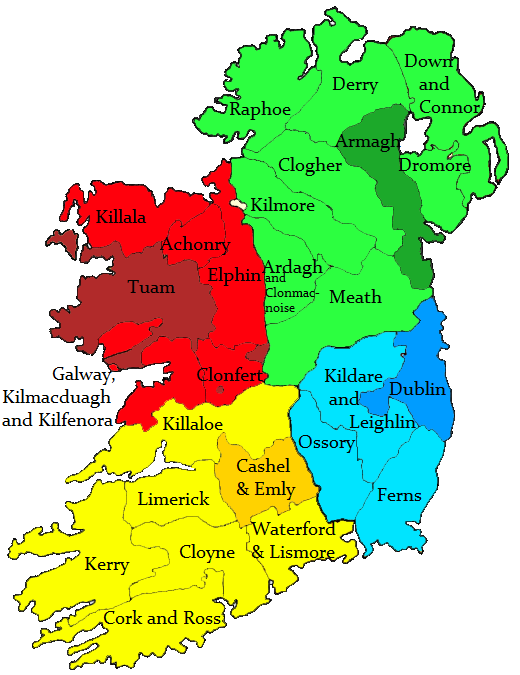
Les diocèses irlandais dans leurs quatre provinces ecclésiastiques : Armagh en vert, Cashel et Emly en jaune, Dublin en bleu et Tuam en rouge. Les sièges métropolitains sont plus sombres que leurs suffragants.

L'Église en Irlande du Nord et en Irlande est composé de 26 diocèses (4 archidiocèses et 22 diocèses) répartis en quatre provinces :
- trois provinces (Dublin, Cashel et Tuam) se trouvent entièrement en Irlande ;

- la province d'Armagh est à cheval sur les deux États;
- 23 diocèses (3 archidiocèses et 20 diocèses) se trouvent en Irlande ;
- 2 diocèses (Down et Dromore) se trouvent en Irlande du Nord ;
- L'archidiocèse d'Armagh se trouve à cheval sur les deux États ;

Liste des quatre provinces d'Irlande du Nord et d'Irlande :
Province ecclésiastique d'Armagh (en partie en Irlande du Nord et en partie en Irlande)
- Archidiocèse d'Armagh
  - en Irlande du Nord : comtés d'Armagh, de Tyrone et de Londonderry ;
  - en Irlande : comtés de Louth et de Meath.
- Diocèse de Down et Connor en Irlande du Nord
- Diocèse de Dromore en Irlande du Nord
- Diocèse d'Ardagh et Clonmacnois  en Irlande
- Diocèse de Clogher   en Irlande et en Irlande du Nord
- Diocèse de Derry   en Irlande et en Irlande du Nord
- Diocèse de Kilmore en Irlande
- Diocèse de Meath en  Irlande
- Diocèse de Raphoe  en Irlande

Province ecclésiastique de Dublin (Province totalement en Irlande)
- Archidiocèse de Dublin
- Diocèse de Ferns
- Diocèse de Kildare et Leighlin. Dans celui-ci, à Maynooth, se situe le collège Saint-Patrick, séminaire où sont formés les futurs prêtres irlandais.
- Diocèse d'Ossory où sont présents les dominicains de la Black Abbey.

Province ecclésiastique de Cashel et Emly (Province totalement en Irlande)
- Archidiocèse de Cashel et Emly
- Diocèse de Cloyne
- Diocèse de Cork et Ross
- Diocèse de Kerry
- Diocèse de Killaloe
- Diocèse de Limerick
- Diocèse de Waterford et Lismore. S'y trouvent les trappistines de l'abbaye Sainte-Marie de Glencairn, seule communauté féminine de spiritualité cistercienne à avoir survécu en Irlande.

Province ecclésiastique de Tuam (Province totalement en Irlande)
- Archidiocèse de Tuam dans lequel se trouve le sanctuaire de Knock et est vénérée, sous le vocable Notre-Dame de Knock, la Vierge Marie aussi célébrée, par les catholiques irlandais, comme « reine d'Irlande » depuis l'apparition mariale du même nom le 21 août 1879. Ce sanctuaire, qui est devenu un centre de pèlerinage important, est un peu considéré comme étant le « Lourdes irlandais ».
- Diocèse d'Achonry
- Diocèse de Clonfert
- Diocèse d'Elphin
- Diocèse de Galway et Kilmacduagh, où se trouve l'abbaye de Kylemore tenue par une communauté de bénédictines.
- Diocèse de Killala

## Les trois saints patrons de l'Irlande
- Patrick d'Irlande
- Brigitte de Kildare
- Colomba d'Iona

Tous trois sont enterrés à Downpatrick.

## Saints catholiques notables
- Adomnan d'Iona
- Brendan de Clonfert
- Colomban de Luxeuil
- Feuillen de Fosses
- Kevin de Glendalough
- Kieran de Clonmacnoise
- Jarlath de Tuam
- Malachie d'Armagh
- Olivier Plunket
- Charles Houben, prêtre d'origine néerlandaise mais dont le ministère et l'apostolat sont surtout relatifs à l'Irlande.

## Statistiques

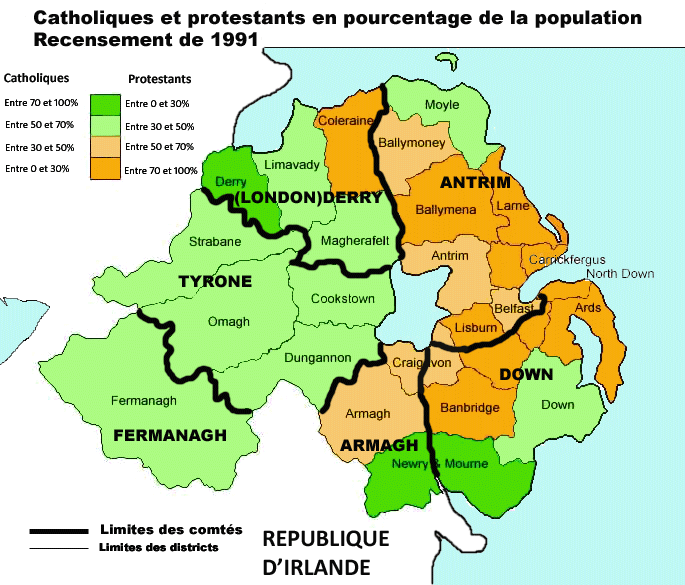
Géographie religieuse de l'Irlande du Nord en 1991.

Au total, dans une population de 6,8 millions d'habitants en Irlande et Irlande du Nord, les catholiques sont 4,4 millions. 
|                | Irlande      | Irlande    | Irlande du Nord | Irlande du Nord |              |
| -------------- | ------------ | ---------- | --------------- | --------------- | ------------ |
| Population     | 5 millions   | 5 millions | 1,8 million     | 1,8 million     | 6,8 millions |
| Catholiques    | 3,7 millions | 78 %       | 738 033         | 41 %            | 4,4 millions |
| Protestants    |              | 4,3 %      | 752 555         | 41,8 %          |              |
| Orthodoxes     |              | 1,3 %      |                 |                 |              |
| Musulmans      |              | 1,3 %      |                 |                 |              |
| Sans-religions |              | 12,4 %     | 480 000         | 16,9 %          |              |